# Burren
Der (seltener: das) Burren [ˈbʌɹən] (irisch An Bhoireann [ən̪ˠ ˈwɛɾʲən̪ˠ], deutsch „der steinige Ort“) ist eine Karstlandschaft im Nordwesten des County Clare in Irland. Der Burren und das Gebiet um die Corcomroe Abbey waren geschichtlich ursprünglich eigene Baronien, die den Clans der O’Conners und O’Loughlins unterstanden. 1991 wurde auf 1150 ha der Burren-Nationalpark eingerichtet.

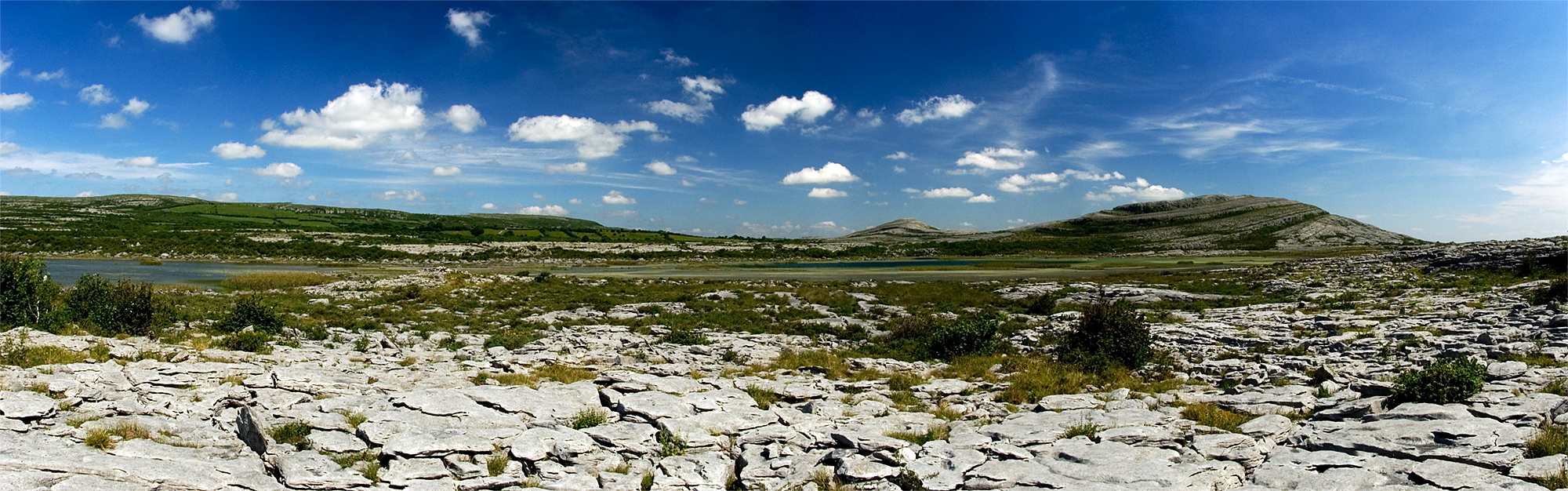
Burren-Panorama

## Beschreibung
Das Kalksteingebiet ist ungefähr 250 km² groß und wird streng genommen von den Orten Ballyvaughan im Norden und Kilfenora im Süden begrenzt. In etwa dazugehörig ist ein größerer Bereich, den die Doorus-Halbinsel im Norden und die Orte Corofin und Lisdoonvarna im Süden und Kinvara im Nordosten begrenzen. Die Aran Islands sind die geologische Fortsetzung des Burren in der Bucht von Galway.
Die Oberfläche des Burren ist – abgesehen vom Caher Valley – durch etwa knietiefe Karren in rechteckige Felder gegliedert. Sie wurden durch Oberflächenwasser gebildet, das sich noch immer nach stärkeren Regenfällen in Turloughs sammelt. Auch horizontal haben sich die Platten durch Klüftung, die Clints, voneinander getrennt. Beim Lauf über das Plateau knackt etwa jede 25. Platte, weil sie sich von ihrer Auflage gelöst hat. Die losen Kalksteinplatten haben Stärken zwischen 15 und 25 cm und wurden beim Bau der älteren Steindenkmäler verwendet. Oliver Cromwell charakterisierte den Burren nach einem Kriegszug in das Gebiet so: „Kein Baum, an dem man einen Mann aufhängen, kein Tümpel, worin man ihn ersäufen, keine Erde, in der man ihn verscharren könnte.“

Karstlandschaft des Burren
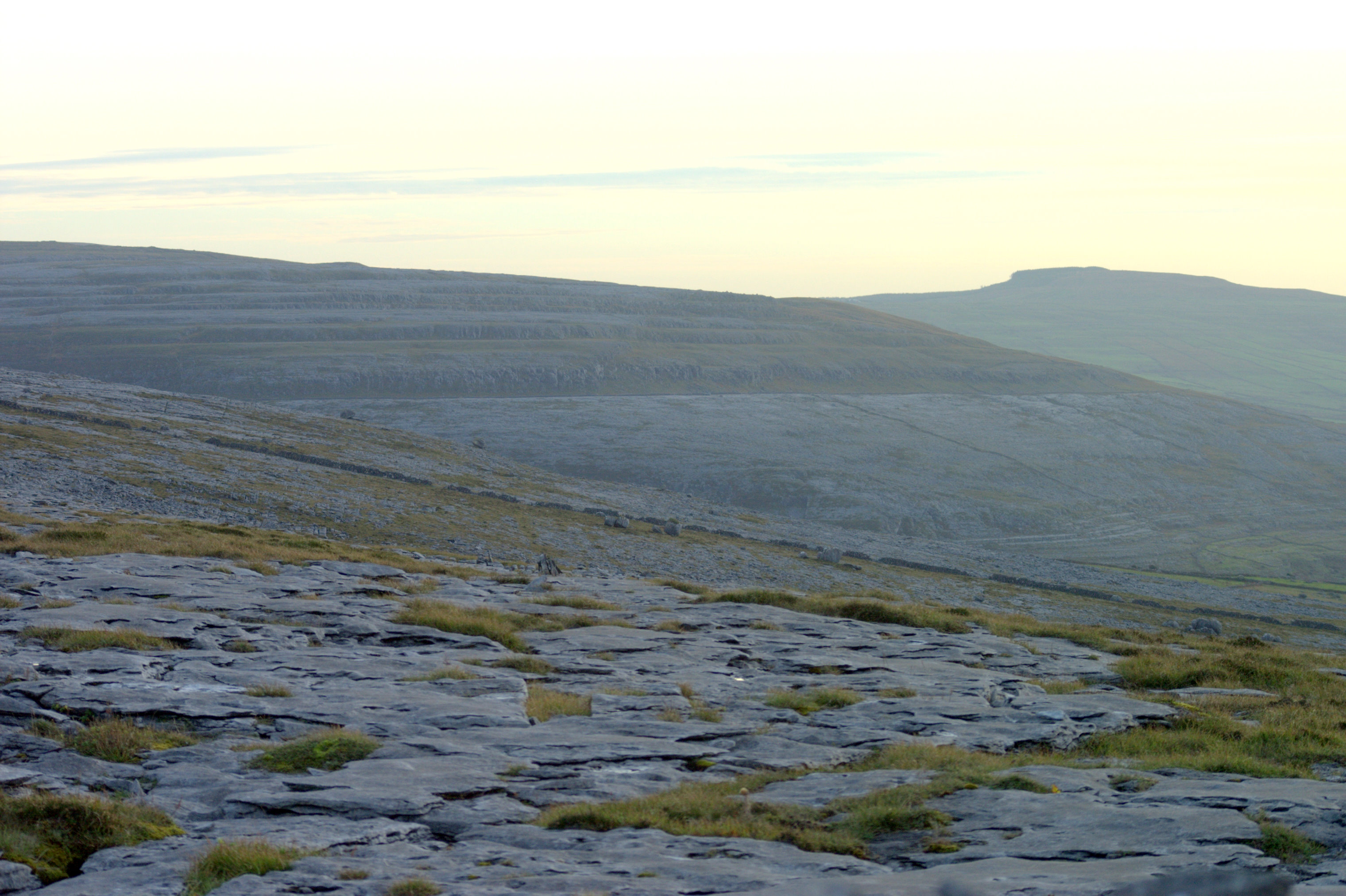
Burren Landschaft
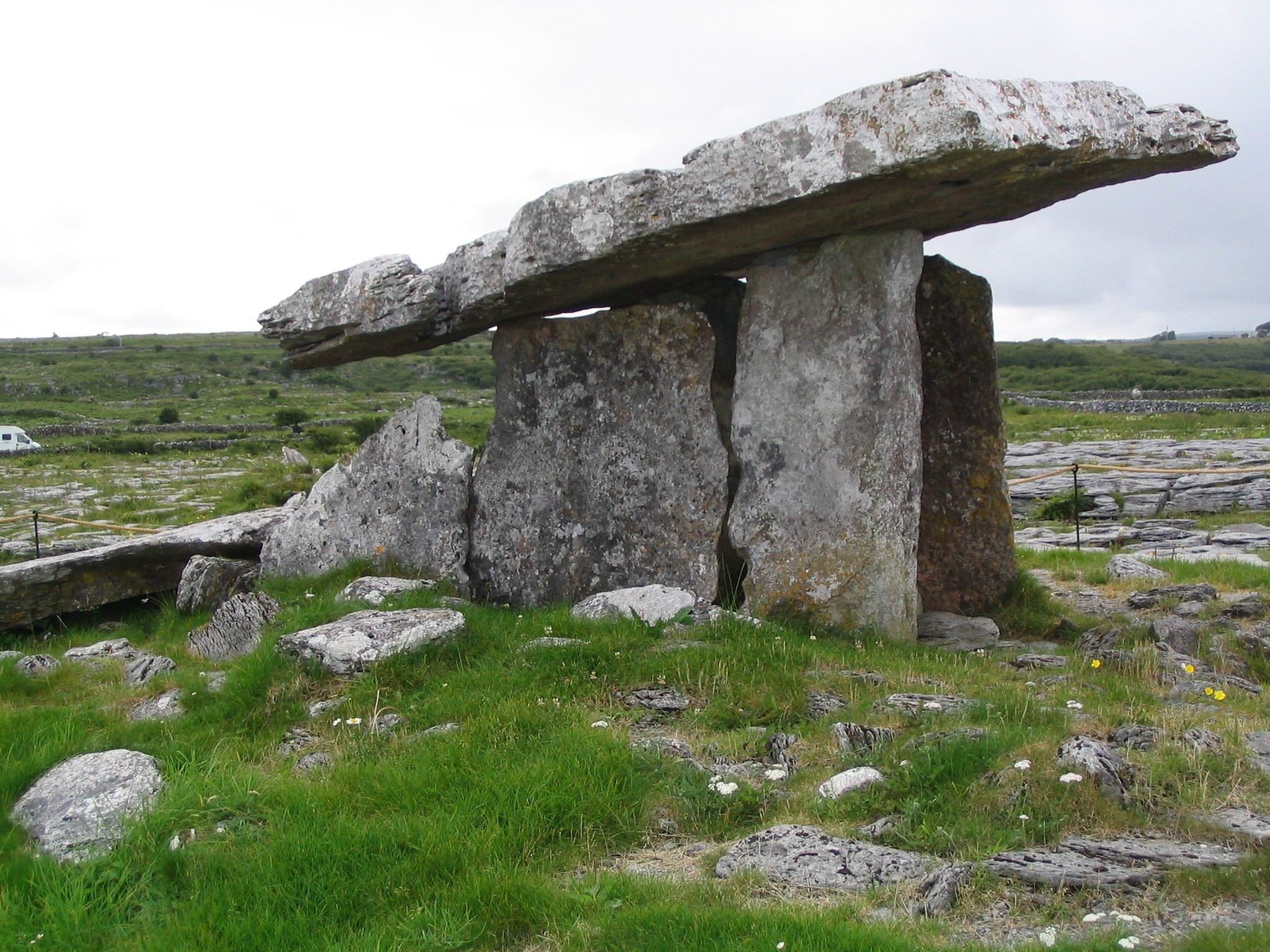
Poulnabrone-Dolmen im Karst des Burren
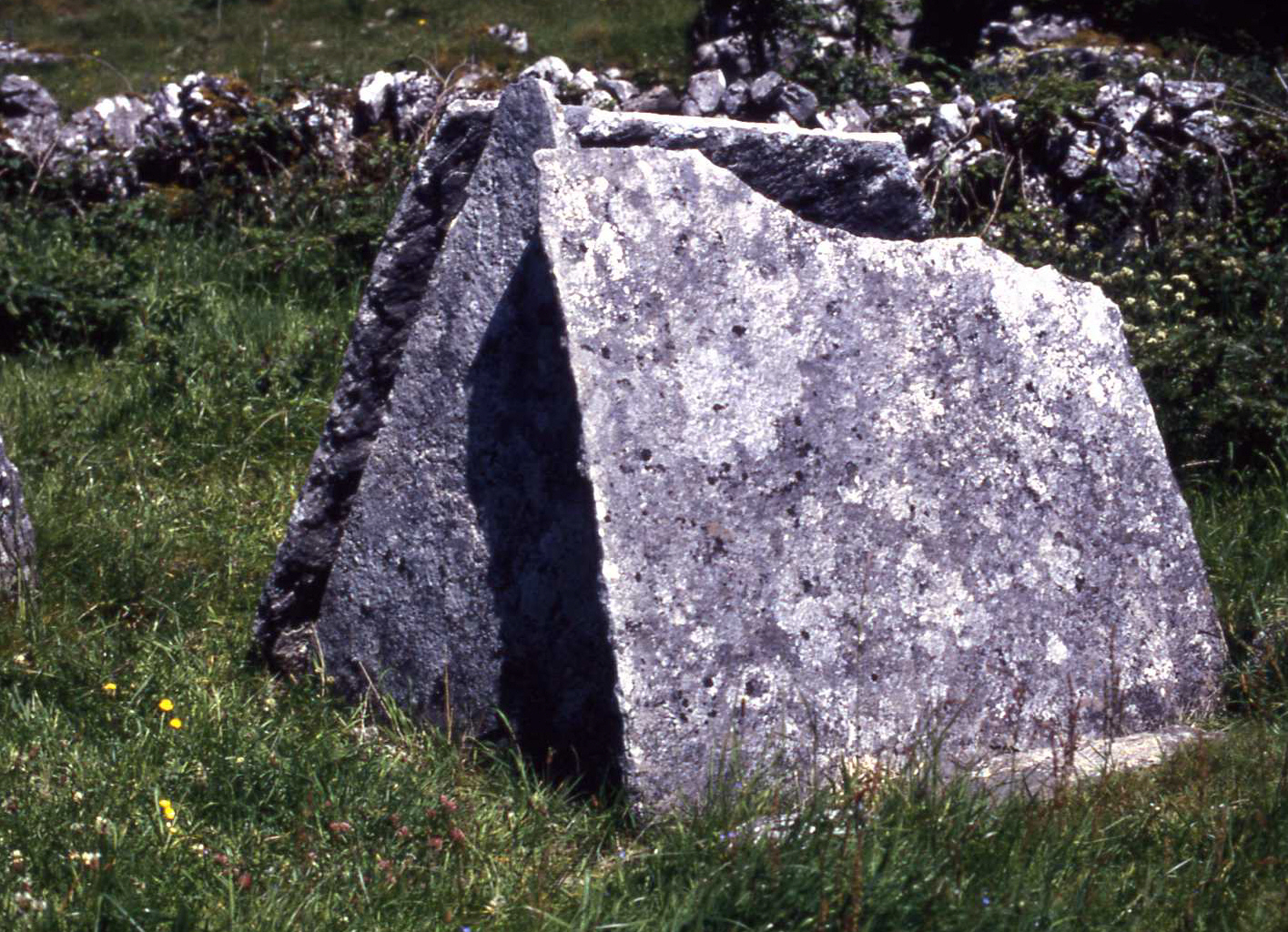
Frühchristlicher Schrein am Temple Cronan
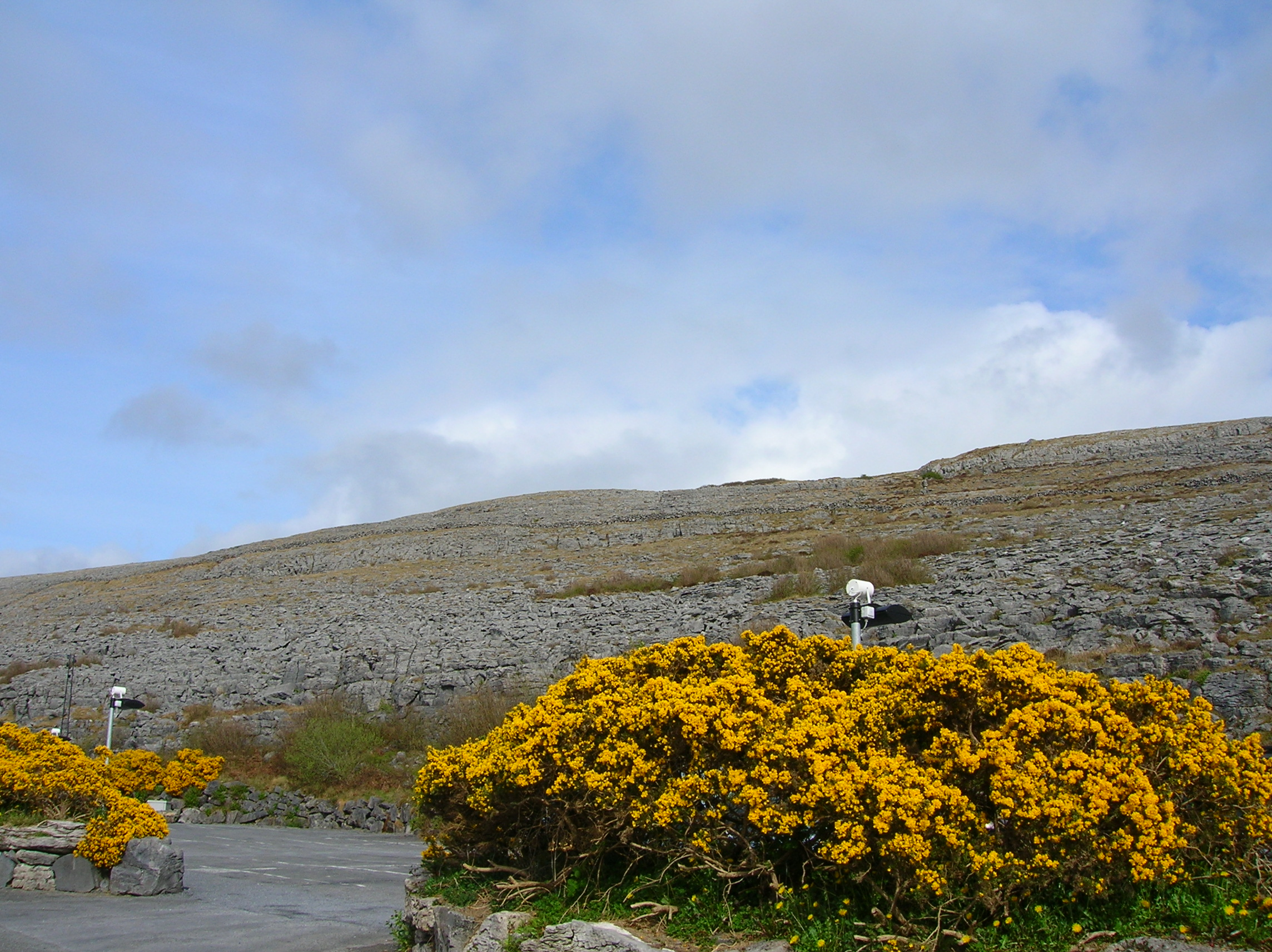
Berglandschaft
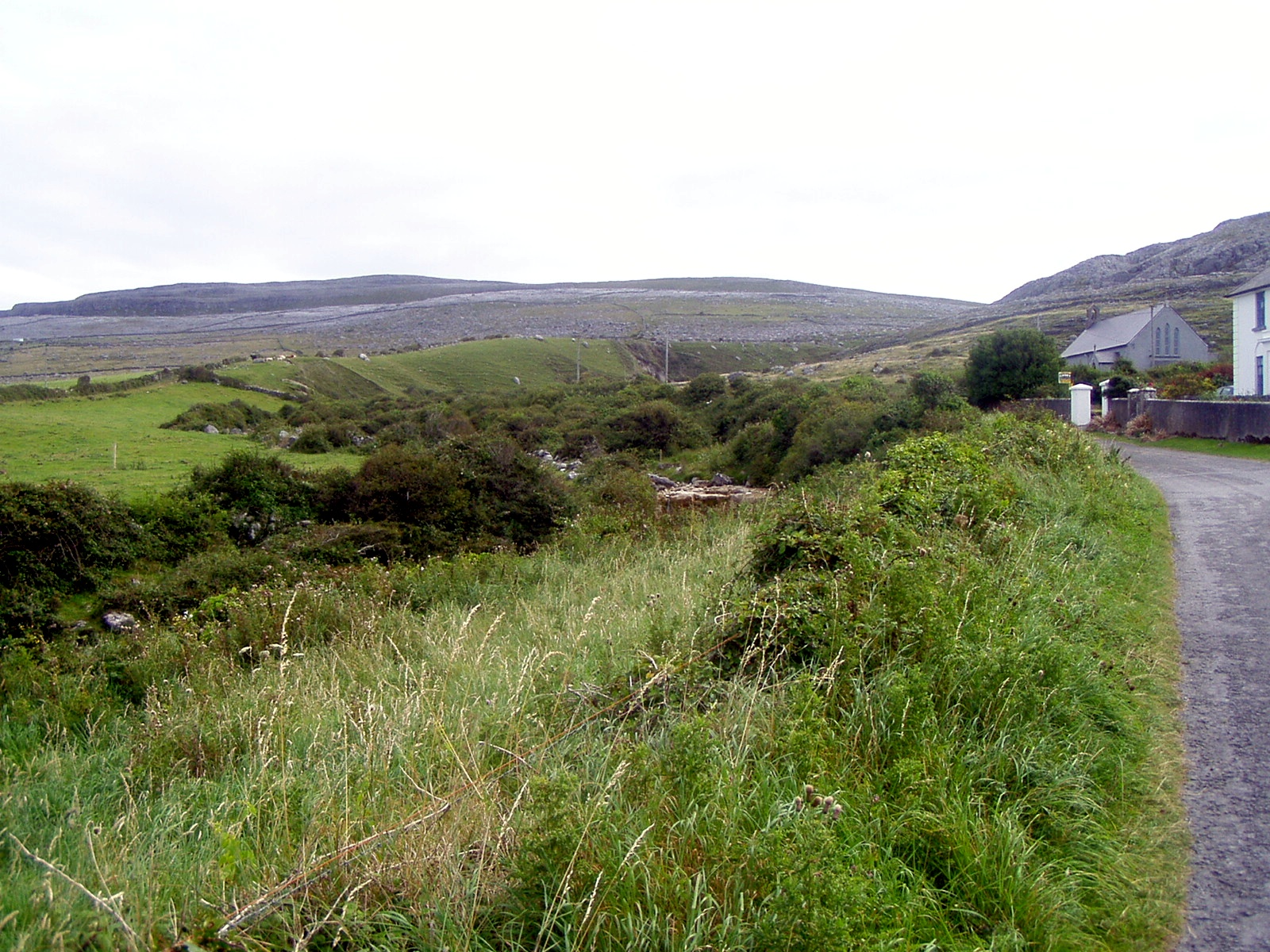
Blick in den Burren
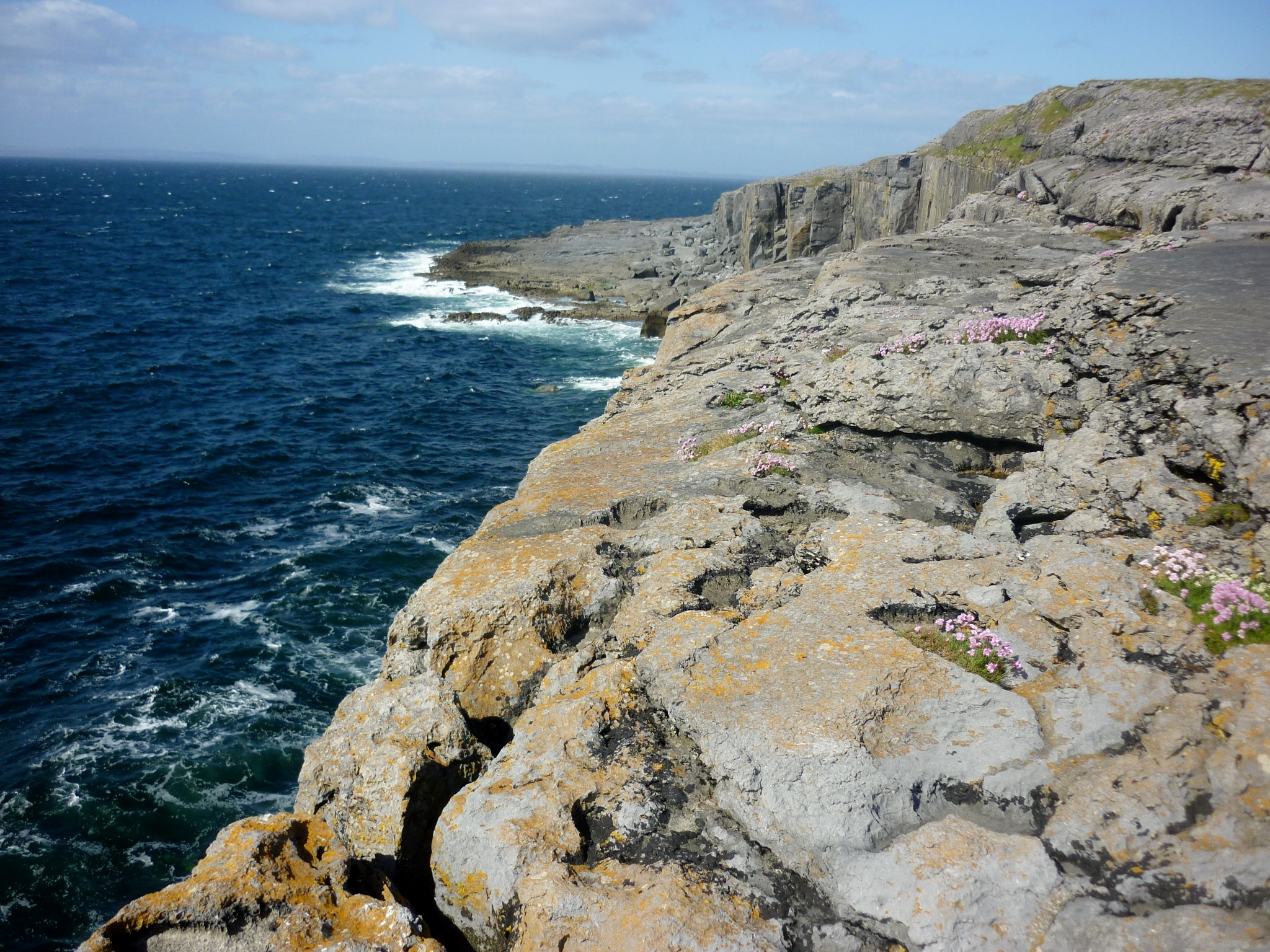
Atlantikküste des Burren
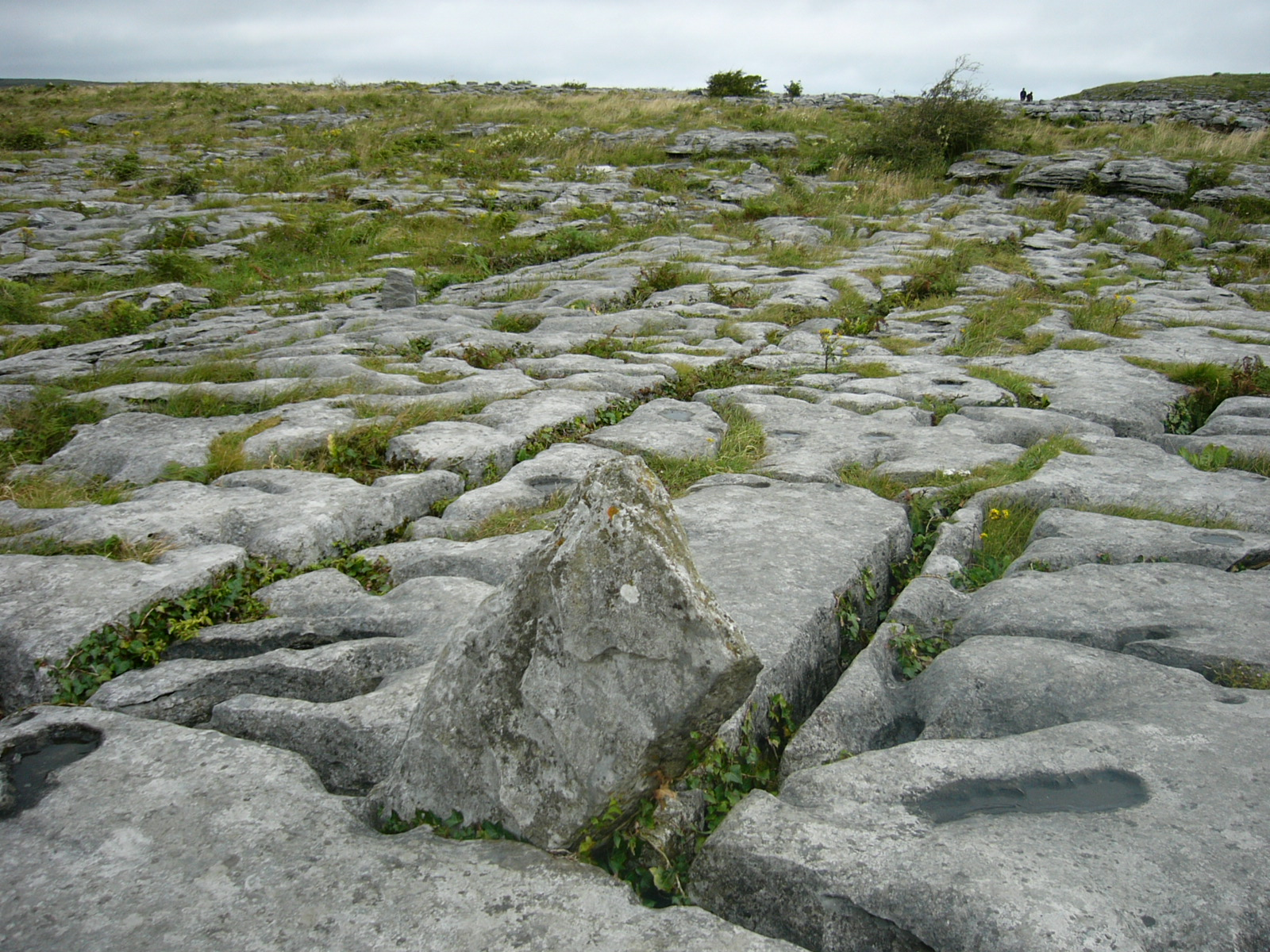
Typischer Burren
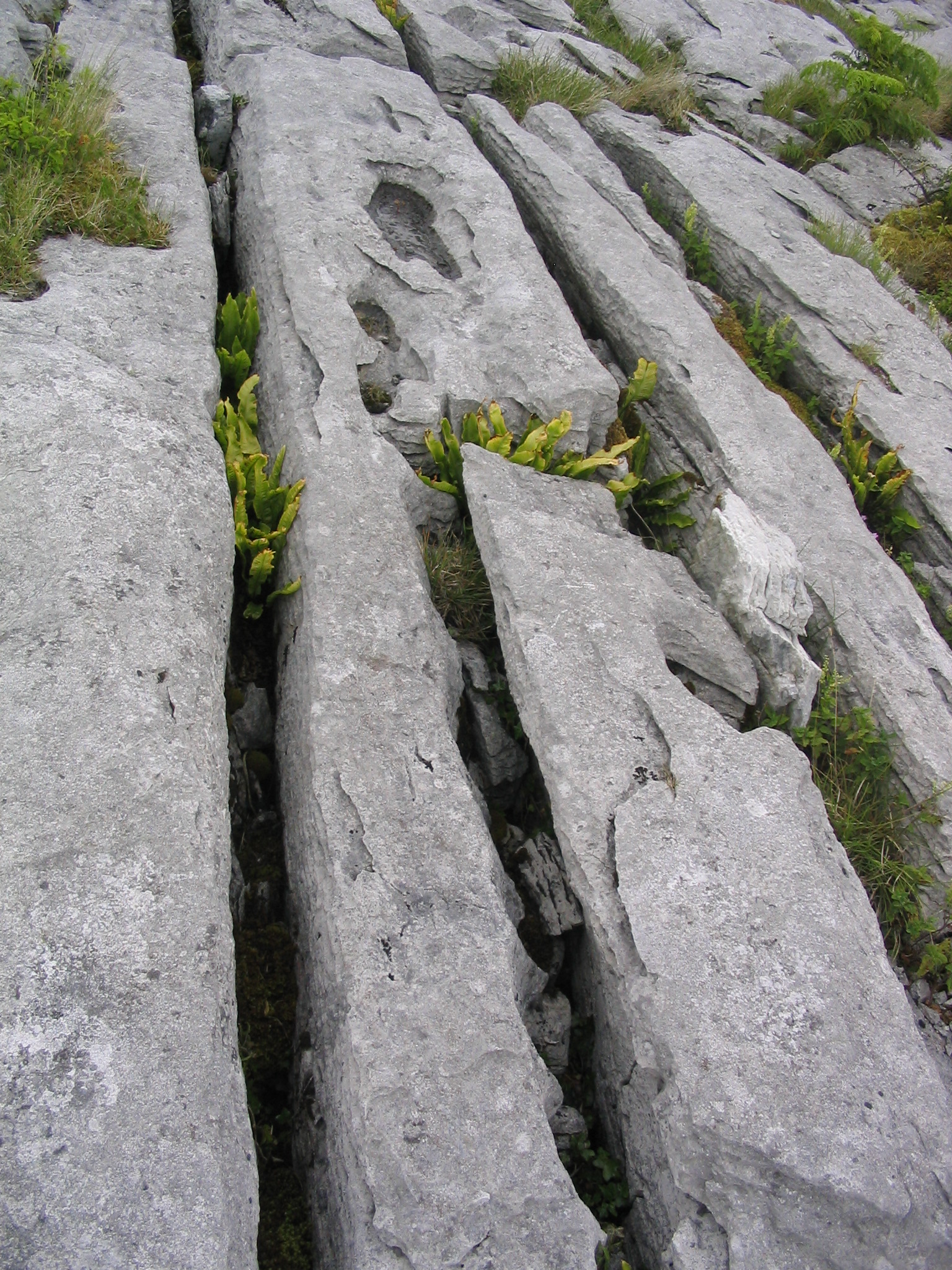
Plattenbildung
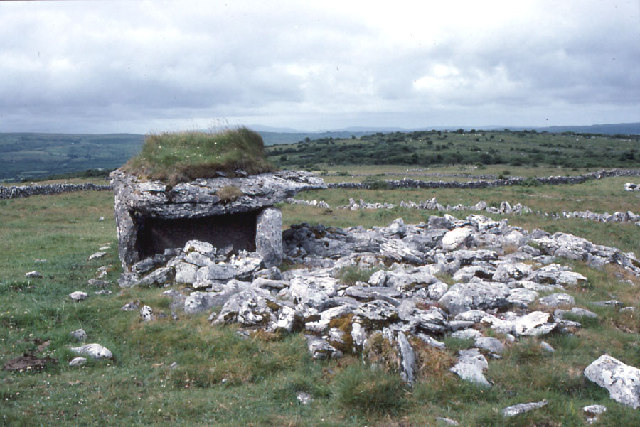
Parknabinnia Wedge Tomb
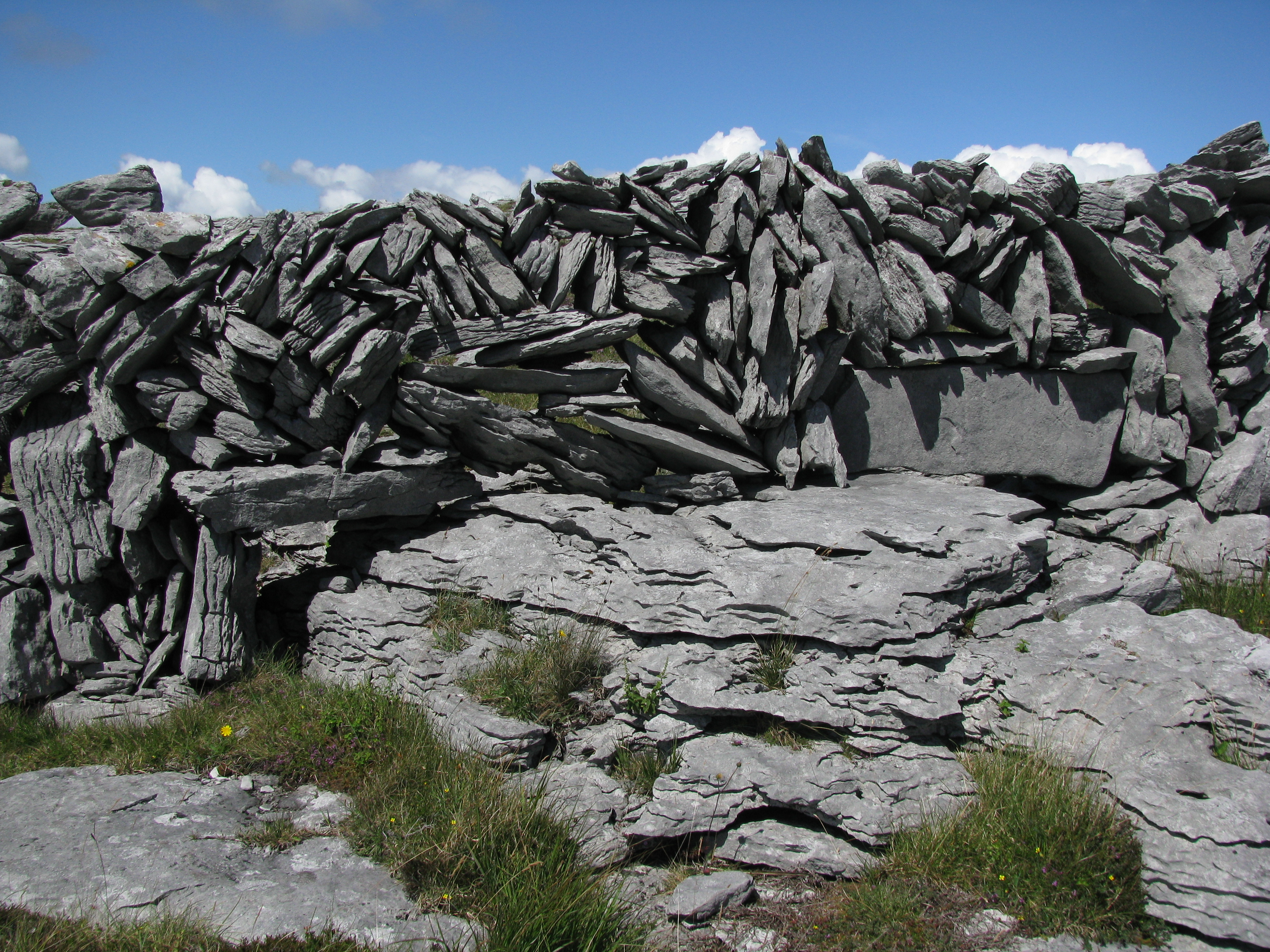
Mauer
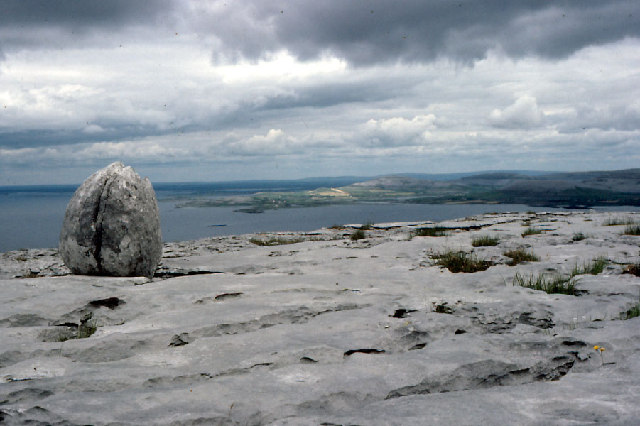
Plateau von Cappanawalla
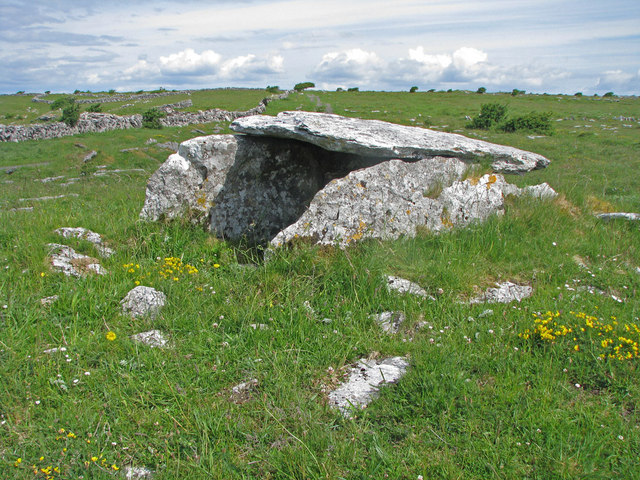
Ballymihil Wedge Tomb

Südlich von Ballyvaughan kann die Tropfsteinhöhle Aillwee Cave (Bärenhöhle) besichtigt werden. Das zugehörige Besucherzentrum ist in die Landschaft integriert.
Der Burren ist eine bizarre Wanderlandschaft und ein archäologisch reiches Areal mit etwa 500 Anlagen der unterschiedlichen Typen. Er beherbergt eine Anzahl Klosterruinen und eine Vielzahl von Höhlen (Aillwee Cave, Pollnagollum mit dem größten Stalaktiten der Insel) sowie heiligen Quellen (Tobercornan) und Turloughs. Hier konzentrieren sich viele Duns oder Ringforts, darunter Ballyallaban, Ballykinvarga, Caheranardurrish, Cahermore, das restaurierte Caherconnell, Cahermacnaughten, wo die irischen Brehon Laws (Richtergesetze) aufgezeichnet wurden, Caherminnaun, Fanygalvan und Cahermackirilla und das dreifach umwallte Promontory Fort Cahercommaun. Ruinen von Castles (Leamaneh, Newtown Castle), alten Kirchen und Klöstern (Carran Church, Kirchen von Oughtmama, Corcomroe Abbey, Kirche von Drumcreehy, Temple Cronan) und Keltenkreuze sind zu sehen. Die Kathedrale von Kilfenora liegt ebenso im Burren wie die Dolmen bzw. Steinkisten und Wedge Tombs von Baur, Coolnatullagh, Creevagh, Gleninsheen, Parknabinnia, Poulaphuca, Tullycommon und der Cairn von Poulawack. Alleine 120 Wedge Tombs, liegen auf der von Dolinen und Karren gegliederten nackten Steinoberfläche. Weltbekannt ist der Poulnabrone-Dolmen.

## Geschichte
Der Burren wurde seit dem Neolithikum wesentlich durch die menschliche Landnutzung geformt. Bodenreste unter archäologischen Strukturen und in tieferen Lagen angeschwemmte Lockersedimente wie auch Merkmale in Rinnen der Kalksteinplatten, die für den Bau von Megalithanlagen verwendet wurden, weisen darauf hin, dass die heute kahlen Kalksteinflächen des Burren vermutlich bis in die mittlere oder späte Bronzezeit von einer Bodenschicht bedeckt waren. Pinien, Eiben und Birken waren verbreitet. Rodung und intensive Landwirtschaft seit dem Neolithikum haben entscheidend zur Erosion der Böden beigetragen, so dass ein Kipppunkt überschritten und eine Wiederbewaldung der bloßgelegten Steinflächen unmöglich wurde.
Die Geschichte des Burren wurde von Königen, Clans und ab dem 12. Jahrhundert auch von der Kirche bestimmt. König Donal Mor O’Brien gründete 1182 die Corcomroe Abbey oder Saint Mary of the Fertile Rock, auch Abbey of Burren genannt. Mehrere Schlachten ab dem Jahre 1000, zumeist auf der einen Seite die O’Briens (die Nachfahren Brian Borus), wurden bei Corcomroe geschlagen. Die Auseinandersetzungen begannen jedoch gemäß den Annals of the Four Masters bereits mit einer Schlacht im Jahre 703 n. Chr., in der Ceiloichair, der Sohn Comans, fiel. In den Jahren 1027, 1055 und 1088 überfielen die O’Briens und die O’Conners den Burren. Im Jahre 1267, so berichten die Annalen von Innisfallen Abbey, fiel hier Conor na Siudaine O’Brien und wurde in Corcomroe bestattet. Trotz Unterstützung durch die O’Dea und die O’Hehir unterlag er Conor Carrach O’Loghlin und seinen Verbündeten. 1317 fand die letzte Schlacht eines O’Brien im Burren statt. Donogh und die meisten seines Clans kamen beim Kampf gegen die Normannen ums Leben, die das Königreich Thomond, das sich im restlichen County Clare und Teilen der Countys Kerry, Limerick, Offaly und Tipperary etabliert hatte, weitgehend eroberten.
Die im Burren gefundene Halskette der Glencurran Cave stammt aus jener Zeit.

## Landschaftspflege

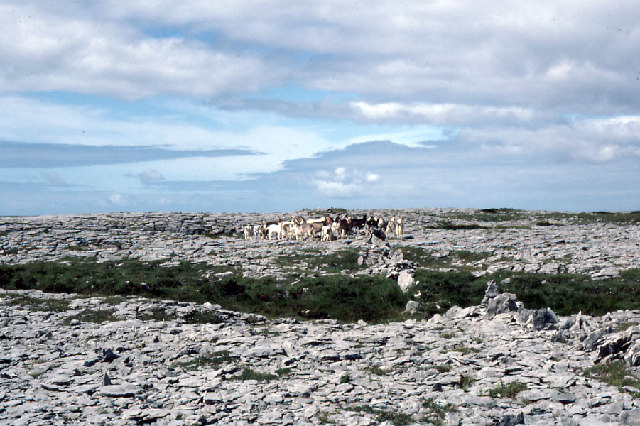
Herde verwilderter Ziegen in der Karstlandschaft; auch sie spielen eine Rolle im Zurückdrängen von Gesträuch und werden seit den 2000er gefördert

Der Burren ist eine vor etwa 5500 Jahren durch Landwirtschaft entstandene Kulturlandschaft. Eine angepasste Beweidung ist essentiell für ihren Erhalt. Ökonomischer Druck veranlasste Landwirte sowohl zu einer intensivierten Bewirtschaftung als auch zur Vernachlässigung und Aufgabe marginaler Flächen, was zu Schäden und Verbuschung führte. Im BurrenLife Project (2005–2009) wurde in 20 Betrieben evaluiert, wie eine nachhaltige Landwirtschaft in der Region gestaltet sein muss, die die bedrohten Habitate bewahrt und Landwirten ein Auskommen ermöglicht. Im Ergebnis wurde eine extensive Winterbeweidung verbunden mit einer Umstellung der Zufütterung von Silage auf speziell angepasste, konzentrierte Futtermittel und verbesserter Wasserversorgung eingeführt. Steinwälle wurden wieder hergerichtet und Büsche beseitigt. Das Burren Farming for Conservation Programme (BFCP, 2010–2016) weitete die Unterstützung auf 160 Betriebe mit 15.000 ha Fläche aus, im Anschluss fördert das Burren Programme (bis 2022 geplant) 200 Betriebe.

## Flora
Kalke und Dolomite stehen an der Oberfläche an. Bäume sind kaum vorhanden, die spärliche Vegetation besteht hauptsächlich aus Gräsern, Kräutern, Moosen und Flechten. Im Burren finden sich viele mediterrane, alpine und sogar arktische Pflanzen, die sonst nur selten in Irland vorkommen. Beispiele sind:
- Frühlings-Enzian (Gentiana verna)
- Weiße Silberwurz (Dryas octopetala)
- Blutroter Storchschnabel (Geranium sanguineum)
- Frauenhaarfarn (Adiantum Capillus-veneris)
- Graues Sonnenröschen (Helianthemum canum)
- Stechpalmen

und die Orchideenarten:
- Pyramiden-Hundswurz (Anacamptis pyramidalis)
- Braunrote Stendelwurz (Epipactis atroubens)
- Männliches Knabenkraut (Orchis mascula)
- Geflecktes Knabenkraut (Dactylorhiza maculata)
- Bienen-Ragwurz (Ophrys apifera)
- Mücken-Händelwurz (Gymnadenia conopsea)
- Zweiblättrige Waldhyazinthe (Platanthera bifolia)
- Keuschorchis (Neotinea maculata)

## Fauna
Neben einer artenreichen Flora gibt es im Burren auch viele Tierarten. Allein 28 Schmetterlingsarten, darunter auch Perlmuttfalter, wurden gezählt. Auch Vögel sind zahlreich vertreten. Neben Lerche, Kuckuck und Nebelkrähe nisten in den Küstenregionen vor allem Seevögel wie Tordalken, Trottellummen und Papageitaucher.
Selten hingegen sind im Burren-Gebiet Säugetiere – am häufigsten werden verwilderte Ziegen (Old Irish Goat, eine seltene britische Landrasse) und irische Hasen beobachtet. Seltener kommen Dachse, Füchse und Wiesel vor.

## Mineralienabbau
Die Region hat eine lange Bergbautradition. Dabei ragt die Gewinnung von Phosphat heraus, der bei Doolin und Noughaval abgebaut wurde. Die Mine in Doolin war mit Abstand die größte. Während des Zweiten Weltkrieges, als ein Embargo die Einfuhr von Düngemitteln verhinderte, wurden etwa 115.000 Tonnen gefördert.
Historische Karten zeigen die Gebiete des Blei- und Silberbergbaus an der Westseite des Slieve Carron und nördlich von Doolin. Kupfererz wurde bei Glenvaan gefördert. Der dekorative Amethyst wurde während der 1960er Jahre unter dem Ort Kilweelran abgebaut. Flussspat wird im gesamten Burren gefunden. Calcit zur Herstellung von Zement und Farben finden sich in verschiedenen Bereichen des Burren. Viele Jahre wurden bei Moher Steinplatten abgebaut und für Pflasterungen oder als Kaminsteine benutzt.